# بليكسة يابانية
بليكسة يابانية (الاسم العلمي:Blyxa japonica) هي نوع من النباتات يتبع جنس البليكسة من الفصيلة الحب المائية.